# Schachbundesliga 2013/14 (Schweiz)
Die Schachbundesliga 2013/14 war die höchste Spielklasse der Schweizerischen Gruppenmeisterschaft (SGM) im Schach. Meister wurde der Titelverteidiger Schachklub Réti Zürich, aus der 2. Bundesliga war Cercle d’échecs de Nyon aufgestiegen. Dieser erreichte den Klassenerhalt, absteigen musste hingegen der SC Kirchberg.
Zu den gemeldeten Mannschaftskadern der teilnehmenden Vereine siehe Mannschaftskader der schweizerischen 1. Bundesliga im Schach 2013/14.

## Termine und Austragungsorte
Die Wettkämpfe fanden statt am 26. Oktober, 16. November, 7. Dezember 2013, 11. Januar, 1. und 22. Februar und 8. März 2014. Die letzte Runde wurde zentral in Zürich durchgeführt, die übrigen dezentral bei den beteiligten Vereinen.

## Abschlusstabelle
| Pl. | Verein                      | Sp | G | U | V | MP   | Brett-P.  |
| --- | --------------------------- | -- | - | - | - | ---- | --------- |
| 01. | Schachklub Réti Zürich (M)  | 7  | 6 | 1 | 0 | 13:1 | 39,5:16,5 |
| 02. | ASK Winterthur              | 7  | 5 | 1 | 1 | 11:3 | 30,5:25,5 |
| 03. | Cercle d’échecs de Nyon (N) | 7  | 4 | 0 | 3 | 8:6  | 28,5:27,5 |
| 04. | Schwarz-Weiss Bern          | 7  | 3 | 1 | 3 | 7:7  | 27,5:28,5 |
| 05. | SC Bodan                    | 7  | 3 | 1 | 3 | 7:7  | 26,5:29,5 |
| 06. | SC Lyss-Seeland             | 7  | 2 | 1 | 4 | 5:9  | 27,5:28,5 |
| 07. | SV Wollishofen              | 7  | 1 | 1 | 5 | 3:11 | 24,0:32,0 |
| 08. | SC Kirchberg                | 7  | 1 | 0 | 6 | 2:12 | 20,0:36,0 |

## Entscheidungen
|     | Schweizer Bundesmeister: Schachklub Réti Zürich |
|     | Absteiger in die 2. Bundesliga: SC Kirchberg    |
| (M) | Meister der letzten Saison                      |
| (N) | Aufsteiger der letzten Saison                   |

## Kreuztabelle
| Ergebnisse | Ergebnisse              | 01. | 02. | 03. | 04. | 05. | 06. | 07. | 08. |
| ---------- | ----------------------- | --- | --- | --- | --- | --- | --- | --- | --- |
| 01.        | Schachklub Réti Zürich  |     | 5½  | 7½  | 5½  | 5   | 4   | 6½  | 5½  |
| 02.        | ASK Winterthur          | 2½  |     | 4½  | 4½  | 4   | 5   | 4½  | 5½  |
| 03.        | Cercle d’échecs de Nyon | ½   | 3½  |     | 6½  | 4½  | 3   | 4½  | 6   |
| 04.        | Schwarz-Weiss Bern      | 2½  | 3½  | 1½  |     | 6   | 4½  | 4   | 5½  |
| 05.        | SC Bodan                | 3   | 4   | 3½  | 2   |     | 5   | 4½  | 4½  |
| 06.        | SC Lyss-Seeland         | 4   | 3   | 5   | 3½  | 3   |     | 3   | 6   |
| 07.        | SV Wollishofen          | 1½  | 3½  | 3½  | 4   | 3½  | 5   |     | 3   |
| 08.        | SC Kirchberg            | 2½  | 2½  | 2   | 2½  | 3½  | 2   | 5   |     |

## Aufstiegsspiel zur 1. Bundesliga
Für das am 10. Mai in Mels ausgetragene Aufstiegsspiel qualifizierten sich mit der SG Riehen und dem SC Gonzen die Sieger der beiden Zweitligastaffeln. Riehen gewann mit 4,5:3,5 und stieg damit in der 1. Bundesliga auf.
| SC Gonzen           | SG Riehen                | Ergebnis |
| ------------------- | ------------------------ | -------- |
| Imre Héra           | Timotheé Heinz           | 1:0      |
| Ehsan Ghaem Maghami | Bela Toth                | 1:0      |
| Valery Atlas        | Matthias Rüfenacht       | ½:½      |
| Roland Lötscher     | Hartmut Metz             | 0:1      |
| Beat Züger          | Clemens Werner           | ½:½      |
| Vjekoslav Vulevic   | Gregor Haag              | 0:1      |
| Ingo Meyer          | Christof Herbrechtsmeier | 0:1      |
| Dimitry Atlas       | Marc Schwierskott        | ½:½      |

## Die Meistermannschaft
| 1.            | SK Réti Zürich |
| Schachfiguren | Wladimir Malachow, Christian Bauer, Sebastian Bogner, Mihajlo Stojanović, Yannick Pelletier, Robert Fontaine, Tobias Hirneise, Evgeny Degtiarev, Oliver Kurmann, Peyman Mohajerin Esfahani, Simon Kümin, Severin Papa, Jonas Wyss, Francesco Antognini, Lorenz Wüthrich, Adrian Siegel. |